# 石果
石果（1953年7月—），中国艺术家，四川仁寿人，中国当代实验水墨艺术代表画家，著名中国画艺术家石鲁之子。1982年毕业于西安美术学院中国画系，曾任北京理工大学珠海学院设计与艺术学院院长、广东珠海画院副院长。石果擅长中国画，致力于水墨画的革新。代表作品有《古流厚土》、《互渗》、《饕餮》等。

## 生平
石果1953年生于西安市，其父是中国当代著名艺术家、“长安画派”主要创始人石鲁。1970年，17岁的石果开始随父亲学习中国传统书画。1977年考入西安美术学院国画系，1982年毕业后至1985年在西安市文联任美术干事。1985年受聘于广东省珠海市文联，负责组建了珠海画院，同年成为中国美术家协会会员。1986年至1989年任珠海画院副院长。1994年在珠海市美术家协会工作，任美协理论部主任兼《珠海美术报》主编。1995年辞职成为自由职业画家，曾赴美国从事艺术活动并作为期一年的考察。石果自九十年代起从事中国当代“实验水墨”艺术的研究及创作，为该画派的创始代表画家之一。2004年起在西安美术学院国画系讲授“实验水墨”课程。2004年受聘为北京理工大学珠海学院艺术教研室主任、副教授，同年当选“2004珠海年度文化人物”。2005至2016年任北京理工大学珠海学院教授，设计与艺术学院院长。2016年退休后成为自由职业艺术家，自号后果山人、八达山人。

## 艺术风格
石果致力于水墨画的革新，是中国“实验水墨”画派的创始人和代表画家。20世纪90年代初以来，石果在水墨画的创作材料和表现形式等方面方面进行了积极探索。从早期的实验水墨、“团块艺术”，到后来的综合材料实验，在注重继承传统精髓的同时又追求个人化、抽象化、精神化，不惜打破传统中国画的程式构架，从而形成了自己独特的水墨艺术语言。

## 主要展览

### 个展[5]
- 2001，石果实验水墨艺术展（珠海・珠海教育学院）
- 2004，石果在仓新作展（珠海・艺术家九号仓）

### 群展[5]
- 1980，全国第二届青年美展（北京・中国美术馆）
- 1989，当代中国水墨新人奖大展（北京・中国美术馆、香港・中华文化促进中心、台北・雄师美术画廊）
- 1996，重返家园：中国当代实验水墨画联展（美国三藩市RIM画廊）[8]
- 1997，第十二届亚洲国际美术展（澳门・澳门艺术中心）
- 1998，第十三届亚洲国际美术展（马来西亚・吉隆坡美术馆）[8]
- 1999，第十四届亚洲国际美术展（日本・福冈亚洲美术馆）[8]
- 2001，水墨实验２０年展（广州・广东美术馆）[6]
- 2001，百年中国画展（北京・中国美术馆）[9]
- 2002，水墨新纪元・当代水墨画两岸交流展（台北・国父纪念馆观想艺术中心）
- 2005 ，韩・中现代水墨交流展（韩国・首尔市立美术馆）
- 2008，中国文化部主办“墨非墨—中国当代水墨邀请展”（深圳美术馆・美国费城博物馆）[10]
- 2016，水墨东方-中国当代水墨意大利展（意大利佛罗伦萨达巴索古堡） [11]
- 2017，水墨东方-中国当代水墨美国展（美国纽约市纽约中国艺术馆）[12]
- 2018，2018广东中国画-中国国家画院展（北京中国国家画院美术馆）[13]
- 2024，水墨文章（第八回）当代水墨研究系列展——溪山清远的当代逻辑（武汉美术馆）[14]

## 获奖记录[5]

### 作品获奖
- 1980，全国第二届青年美展：三等奖
- 1984，第六届全国美术作品展：优秀作品奖
- 1989，当代中国水墨新人奖大展：佳作奖
- 1995，《江苏画刊》20周年展：作品奖

### 人物获奖
- 2004，“2004珠海年度文化人物”

## 作品收录及收藏

### 美术馆收藏
- 中国美术馆、广东美术馆、美国RIM文化基金会、香港艺术馆等美术馆藏有其作品[5]。

### 学术期刊收录
- 2008，九件作品发表于《江山美术》杂志（ISSN 1991-3508）[5]

## 著作
- 1999，《黑白史・中国当代实验水墨1992―1999》
- 1999，《中国大师画论书系・石鲁画论》（编著）